# Jagiellonia Białystok

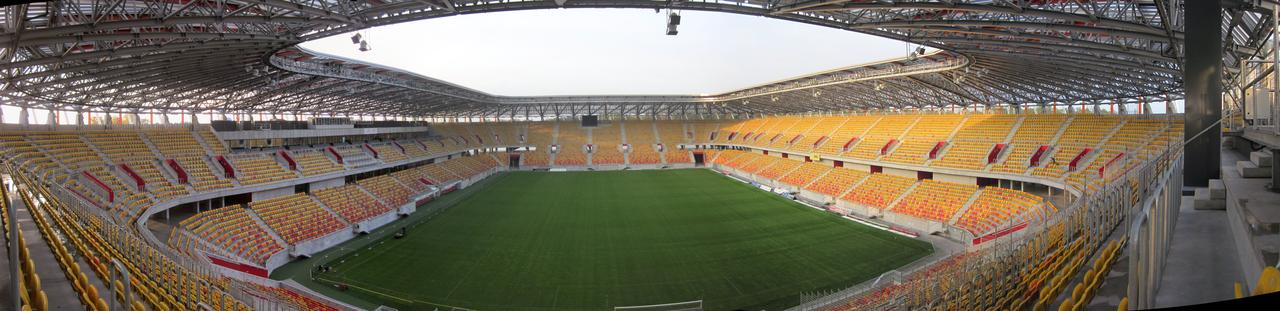
Hemmaarena: Stadion Miejski

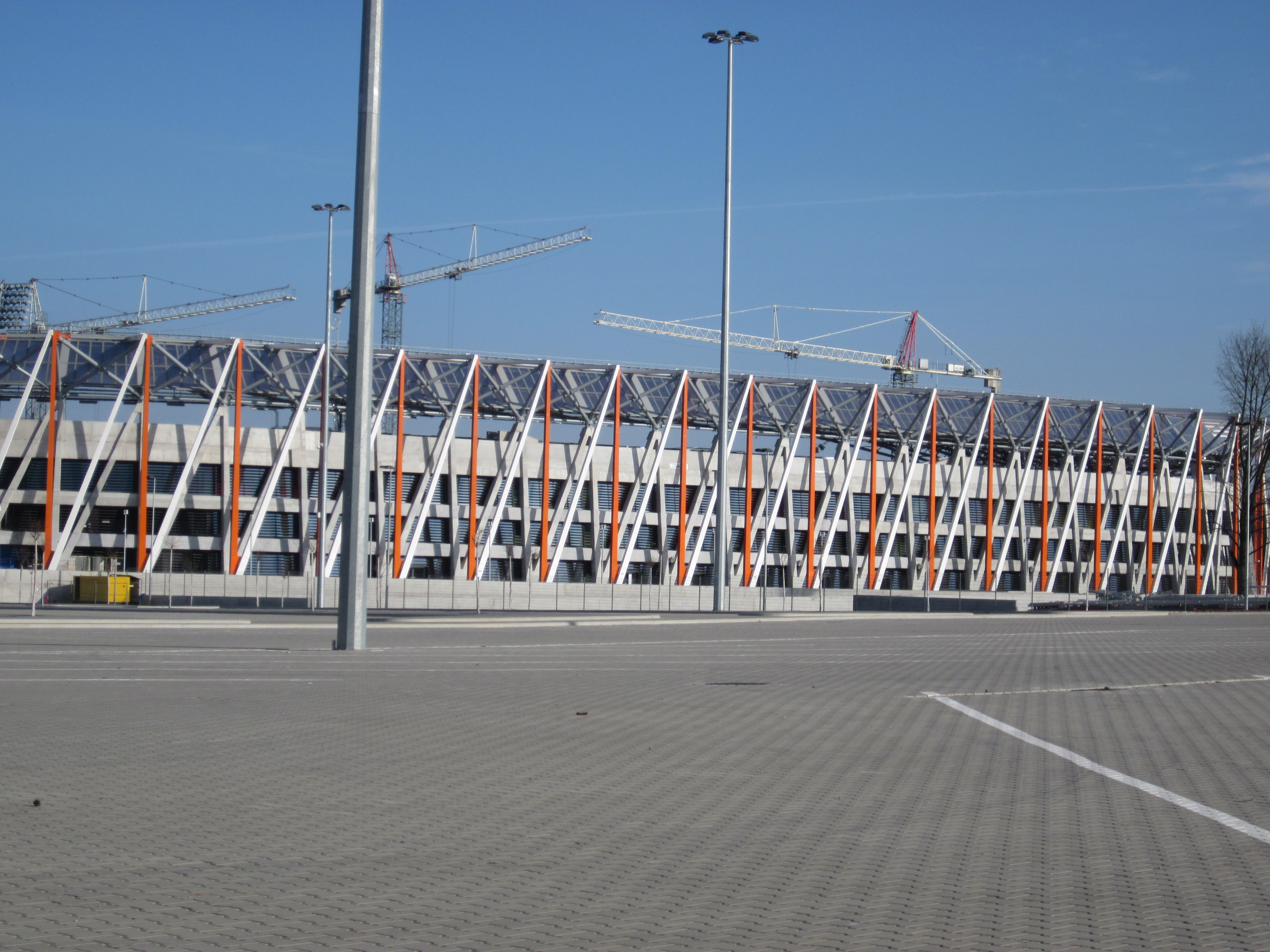
Hemmaarena: Stadion Miejski

Jagiellonia Białystok är klubben i den polska högsta divisionen som har Białystok som sin hemort. Klubben grundades 1920 av en grupp koksoldater. Klubben vann sin första polska ligatitel år 2024.

## Meriter (vinster)
- Ekstraklasa (1): 2023/24
- Polska Cupen (Puchar Polski) (1) : 2009/10
- Polska Supercupen (Superpuchar Polski) (2) : 2010, 2024
- Polska juniormästare U-19 (Mistrzowie Polski juniorów w piłce nożnej U-19) (4) : 1988, 1992, 2004, 2011

## Berömda spelare som spelat/spelar i klubben

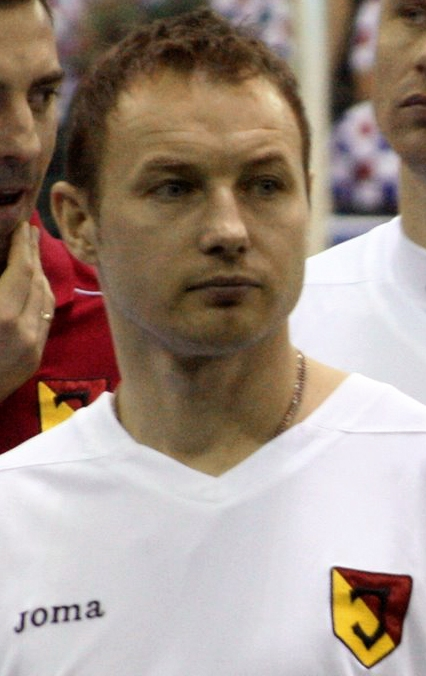
Tomasz Frankowski

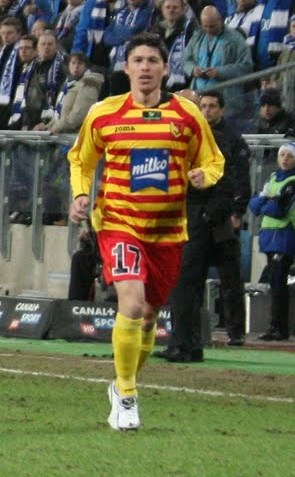
Alexis Norambuena

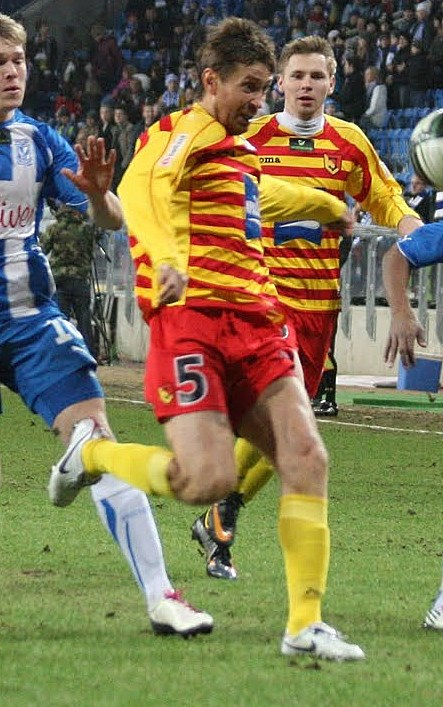
Andrius Skerla

Se även Kategori:Spelare i Jagiellonia Białystok.
| Albanien - Bekim Balaj Armenien - Robert Arzumanjan Brasilien - Maycon Rogerio Silva Calijuri - Thiago Cionek - Rodnei Francisco de Lima - Bruno Coutinho Martins - Hermes Neves Soares Chile - Alexis Patricio Norambuena Ruz Colombia - Roger Cañas Henao Finland - Joel Perovuo Georgien - Nika Dzalamidze - Giorgi Popchadze Kamerun - Franck Essomba Litauen - Valdas Kasparavičius - Tadas Kijanskas - Dainius Saulėnas - Andrius Skerla Montenegro - Marko Ćetković - Mladen Kašćelan - Damir Kojašević - Luka Pejović - Ermin Seratlić |  | Peru - Michael Guevara Polen - Jacek Bayer - Daniel Bogusz - Marcin Burkhardt - Marek Citko - Bartłomiej Drągowski - Przemysław Frankowski - Tomasz Frankowski - Kamil Grosicki - Radosław Kałużny - Antoni Komendo-Borowsk - Michał Pazdan - Grzegorz Rasiak - Grzegorz Sandomierski - Ebi Smolarek - Radosław Sobolewski - Grzegorz Szamotulski - Tomasz Wałdoch - Łukasz Załuska Slovakien - Vladimír Kukoľ - Pavol Staňo Sverige - Sebastian Rajalakso Tyskland - Marco Reich |

## Jagiellonia i de europeiska cuperna

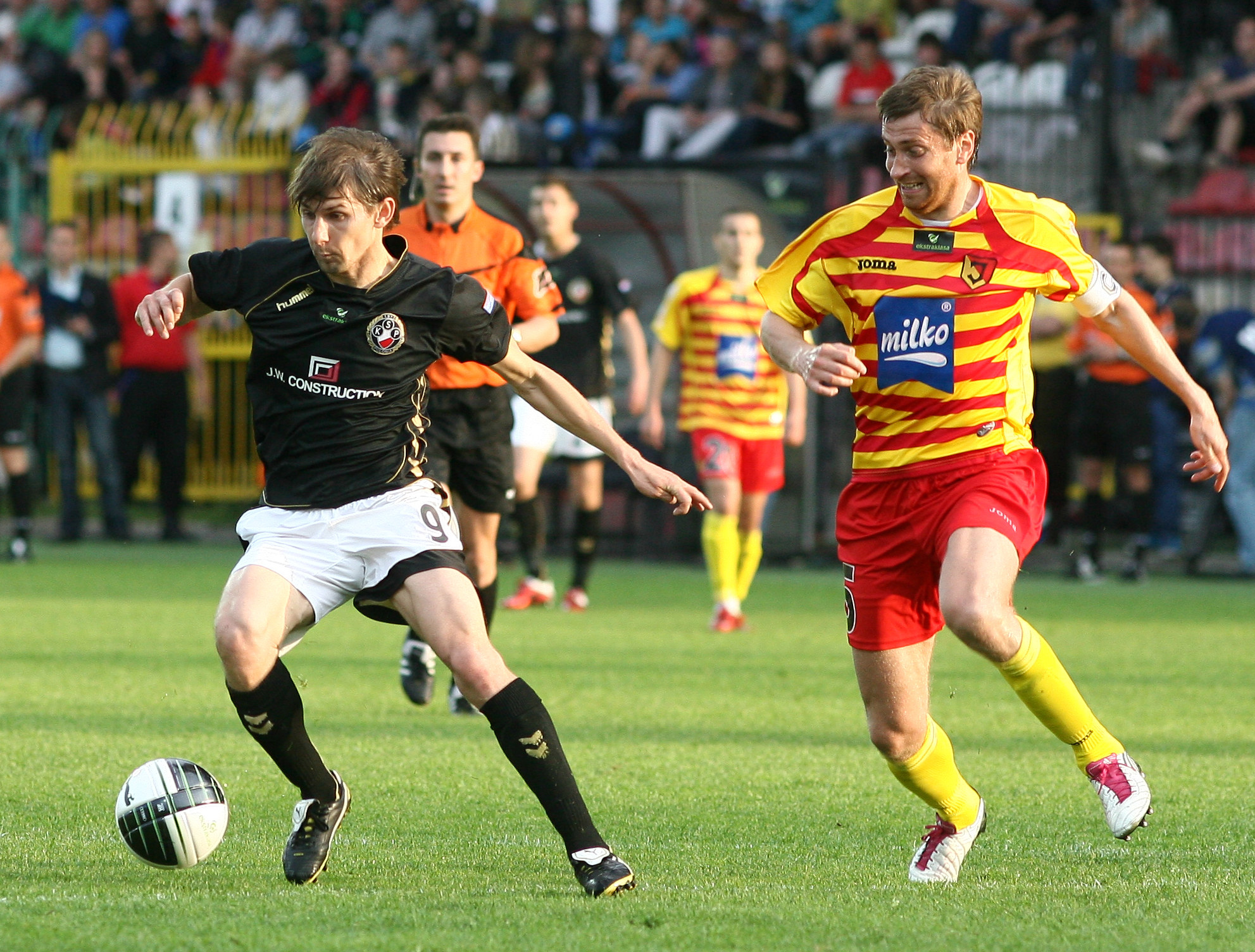
Ebi Smolarek och Andrius Skerla

| Säsong  | Tävling            | Runda               | Land         | Klubb            | Resultat | Åskådare (hemmamatch i fet stil) | Jagiellonia:s målskyttar                                             |
| ------- | ------------------ | ------------------- | ------------ | ---------------- | -------- | -------------------------------- | -------------------------------------------------------------------- |
| 2010/11 | Uefa Europa League | Tredje kvalomgången | Grekland     | Aris FC          | 1-2, 2-2 | 5 000, 19 000                    | Grzyb (1), Guiaro (1) - självmål, Burkhardt (1)                      |
| 2011/12 | Uefa Europa League | Första kvalrundan   | Kazakstan    | Irtysj Pavlodar  | 1-0, 0-2 | 4 000, 8 500                     | T. Frankowski (1)                                                    |
| 2015/16 | Uefa Europa League | Första kvalrundan   | Litauen      | Kruoja Pakruojis | 1-0, 8-0 | 2 354,13 724                     | Świderski (2), Gajos (1), Tuszyński (3), P. Frankowski (3)           |
|         |                    | Andra kvalomgången  | Cypern       | AC Omonia        | 0-0, 0-1 | 16 067, 18 109                   |                                                                      |
| 2017/18 | Uefa Europa League | Första kvalrundan   | Georgien     | Dinamo Batumi    | 1-0, 4-0 | ?, 13 538                        | Cillian Sheridan (1), Guti (1), Černych (1), Runje (1), Sekulski (1) |
|         |                    | Andra kvalomgången  | Azerbajdzjan | Gabala FK        | 1-1, 2-0 | ?, 13 326                        | Taras Romanchuk (1)                                                  |